# Begül Löklüoğlu
Begül Löklüoğlu, född 28 augusti 1988, är en turkisk bågskytt. Hon deltog vid olympiska sommarspelen 2012.